# Lee Lim-saeng
Dans ce nom coréen, le nom de famille, Lee, précède le nom personnel.
Lee Lim-saeng (coréen : 이임생) (né le 18 novembre 1971 à Incheon en Corée du Sud) est un footballeur international sud-coréen, qui évoluait au poste de défenseur, avant de devenir entraîneur.

## Biographie

### Carrière de joueur

#### Carrière en sélection
Avec l'équipe de Corée du Sud, il dispute 25 matchs (pour aucun but inscrit) entre 1992 et 2002. Il figure notamment dans le groupe des sélectionnés lors de la coupe du monde de 1998.
Il participe également aux JO de 1992 et de 1996, ainsi qu'à la Gold Cup de 2000.
Il joue enfin la Coupe du monde des moins de 20 ans 1991 organisée au Portugal.